# Helen Rose
Helen Rose, född 2 februari 1904 i Chicago, Illinois, död 9 november 1985 i Palm Springs, Kalifornien, var en amerikansk kostymör. Hon designade kläder till bland andra Grace Kelly och Elizabeth Taylor.
Rose belönades med en Oscar för bästa kostym 1956 för filmen I'll Cry Tomorrow.

## Filmografi (i urval)
- 1961 - Ungkarl i paradiset
- 1959 - Det vet varenda flicka
- 1958 - Katt på hett plåttak
- 1957 - Silkesstrumpan
- 1956 - Te och sympati
- 1956 - En skön historia
- 1956 - Svanen
- 1955 - Alltid vackert väder
- 1954 - Rapsodi
- 1955 - Spindelnätet
- 1953 - Vi simmar tillsammans
- 1952 - Illusionernas stad
- 1952 - Vattnets venus
- 1952 - Kjolar, ohoj!
- 1951 - Morfar opp i dagen
- 1950 - Upp med ridån
- 1950 - Ur vattnet i elden
- 1950 - Tre små ord
- 1950 - Brudens fader
- 1949 - New York dansar
- 1949 - 9 man och en flicka
- 1948 - I mitt hjärta det sjunger
- 1946 - Ett regn kommer solsken
- 1946 - Ziegfeld Follies
- 1946 - Harvey Girls